# Baldramsdorf
Baldramsdorf è un comune austriaco di 1 828 abitanti nel distretto di Spittal an der Drau, in Carinzia. Tra il 1861 e il 1886 era stato aggregato alla città di Spittal an der Drau.

## Monumenti e luoghi d'interesse
- Castel Ortenburg, nella frazione di Unterhaus.